# Pictures of you (Downes Braide Association)
Pictures of you is het debuutalbum van de Downes Braide Association. Beide heren waren al druk in de weer. Geoff Downes werkte aan de plaat Fly from here van Yes; Chris Braide was bezig als muziekproducent. Recensenten zagen het album voornamelijk als een voortzetting van muziek van The Buggles (wel omschreven als elektro-prog-pop), mede omdat beide heren hun sporen achterlieten als muziekproducent. Pictures of you is een conceptalbum over de teloorgang van popidolen. De stijl is een mengeling van commerciële popmuziek, progressieve rock en AOR.
Het was de bedoeling dat er slechts één album gemaakt zou worden, maar de samenwerking beviel zo goed, dat er, weliswaar onregelmatig, meerdere albums volgden.

## Muziek
Alle titels van Downes en Braide

| Nr. | Titel                                                                          | Duur  |
| --- | ------------------------------------------------------------------------------ | ----- |
| 1.  | Sunday News suite (1: Sunday news; 2: Islands, 3: Goodbye Johnny, 4: Anywhere) | 13:07 |
| 2.  | The radiant children                                                           | 4:26  |
| 3.  | The superfortress                                                              | 3:57  |
| 4.  | Pictures of you                                                                | 4:45  |
| 5.  | Songs that can heal                                                            | 3:29  |
| 6.  | Ride the waves                                                                 | 4:58  |
| 7.  | Road to ruin                                                                   | 4:29  |
| 8.  | Live for the moment                                                            | 6:33  |
| 9.  | Sky sailor                                                                     | 4:30  |

Pictures of you haalt de volgende songs aan: Walking on the Moon, Heart of Glass en Strawberry Fields Forever. Ride the waves begint met een vergelijkbaar intro als bij Video Killed the Radio Star, hit van The Buggles. 